# Maryse Mizanin
Maryse Mizanin (nacida Ouellet; Montreal, 21 de enero de 1983) es una modelo y luchadora profesional francocanadiense.  Actualmente trabaja como embajadora para la empresa estadounidense WWE.  Entre sus logros destacan dos reinados como Campeona de Divas de la WWE, siendo la primera en ganarlo dos veces y la única mujer en ganarlo en SmackDown, teniendo el tercer reinado más largo de la historia detrás de AJ Lee y Nikki Bella.

## Primeros años
En 1994, cuando sólo tenía 11 años de edad, Ouellet hizo una breve aparición en una escena de la película quebequesa dramática Octobre, en la cual interpretó a una niña que portaba dos conejos (peluches) en su brazo izquierdo y observaba a su padre, el felquista principal (personaje de Hugo Dubé), cómo su madre le pintaba canas en el cabello.

## Carrera como modelo
Ouellet comenzó su carrera como modelo ganando el Miss Hawaian Tropic canadiense en 2002 y finalizando segunda en las Finales Internacionales del Miss Hawaiian Tropic 2004. Tras aparecer en numerosas ocasiones en periódicos, revistas y programas de televisión canadienses, se convirtió en una famosa modelo; apareció en las portadas y páginas del Playboy Special Editions Vixens entre junio y julio de 2006. También fue portada del calendario Playboy "The Girls of Canada 2007". También apareció en la edición especial de Playboy llamada "Blondes, Brunettes and Redheads" posando desnuda sin censura. En el 2010 también apareció en Playboy posando desnuda.

## Carrera como luchadora profesional

### World Wrestling Entertainment / WWE

#### Diva Search
En verano de 2006, Maryse se presentó al Diva Search de la World Wrestling Entertainment. Ella acortó el final y estuvo además entre las 8 mejores pero el 24 de julio, en un episodio de la marca RAW, fue la segunda persona en ser eliminada del concurso. A pesar de su eliminación, fue invitada a ver la sesión de ejercicios y el desarrollo del entrenamiento entre el 13 y el 17 de agosto en el territorio de desarrollo de la WWE, la Ohio Valley Wrestling. Aunque ella comprendió que esto no supondría ninguna garantía para conseguir empleo en la WWE, estaba muy agradecida de haber recibido la oportunidad de cumplir su sueño. Declaró en WWE.com lo siguiente: "Estoy a punto de llorar, no puedo expresar mis sentimientos", dijo Ouellet. "Estoy muy emocionada, estas son muy, muy buenas noticias".

#### Territorios de desarrollo (2006-2007)
Maryse firmó oficialmente un contrato con el territorio en desarrollo de la WWE el 24 de agosto de 2006 y fue asignada a la Ohio Valley Wrestling para entrenar. Su primer trabajo allí fue sentarse en la primera fila durante la grabación del programa, tomando parte de Bikini contest y apareciendo en segmentos en el backstage. Tras un tiempo se convirtió en la mánager franco-canadiense de René Duprée en los house shows de la marca. Su debut en el ring fue en un house show el 16 de diciembre de 2006 en Kentucky, donde formó equipo con Katie Lea, Kelly Kelly, ella Nay Nay & Victoria Crawford para derrotar a ODB, Milena Roucka, Josie, Beth Phoenix y Melody. En marzo de 2007, fue durante un tiempo la entrevistadora en el backstage para la OVW TV y luchando en dark matches antes de las grabaciones de la OVW. En la primavera de 2007, Maryse participó en el "Miss OVW 2007", el cual ganó ODB. Más tarde, en verano de ese mismo año participó en los "OVW Divalympics 2007"; durante ese tiempo fue la mánager de Sylvain Grenier, tanto en la OVW como en los house shows de RAW/SmackDown!/ECW. Cuando la Florida Championship Wrestling abrió en el verano de 2007, Maryse fue transferida allí para entrenar. Después de ser solamente la mánager de Sylvain Grenier durante semanas, la idea de un nuevo debut en SmackDown! se deshizo.
El 25 de septiembre de 2007, Maryse hacía su debut en la FCW como la limpiadora de Ryan O'Reiley con Lacey Von Erich.
Después de que Ryan abandonara la WWE el 10 de octubre de 2007, Maryse comenzó entonces a participar en combates normales y en combates por parejas. A pesar de tener algunas apariciones esporádicas en SmackDown!'. Durante este periodo Maryse estuvo dedicada a sus apariciones en la FCW, antes de ser llamada al plantel principal por tiempo completo.

#### 2006-2007
Sus primeras apariciones en SmackDown y Raw las hizo a lo largo de verano de 2006, participando en diferentes pruebas presentadas por The Miz como concursante del Diva Search. En el episodio del 22 de septiembre de SmackDown, Ouellet, conocida simplemente como Maryse, se mostró en el TitanTron dando la bienvenida a los espectadores de Montreal en francés al estreno de la temporada de SmackDown, en la cadena CW. Durante las siguientes semanas hizo diversas promos en SmackDown. Maryse hizo su primera aparición televisada oficial en el episodio del 21 de mayo de 2007 de Raw para presentar el nuevo video musical del rapero estadounidense Timbaland para el sencillo "Throw It on Me", en el ella que había aparecido.

#### 2008-2009

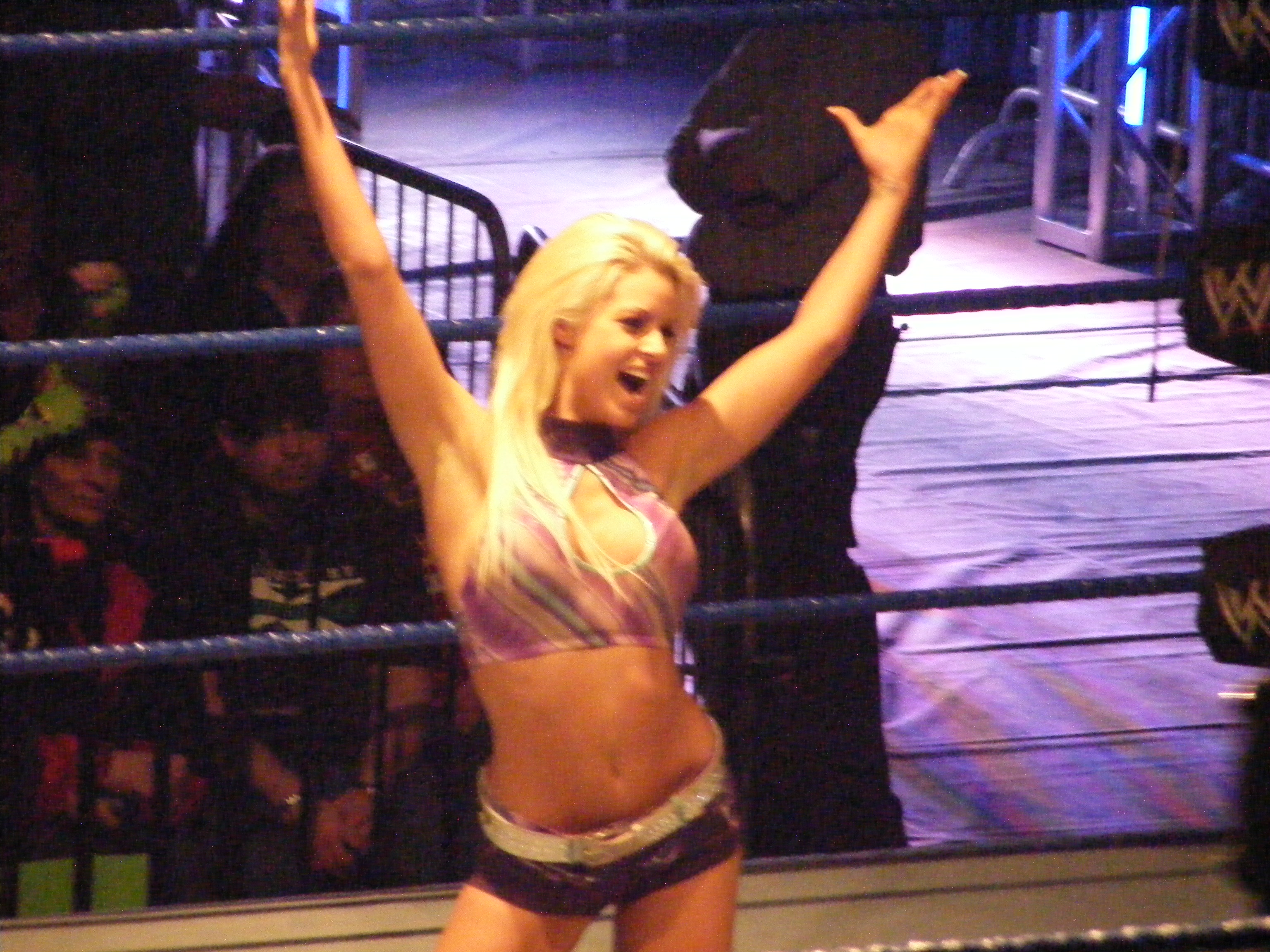
Maryse en un House Show en el 2009.

Maryse comenzó a aparecer regularmente en SmackDown! a principios de 2008, mostrando una actitud estirada y agrandada, estableciéndose como heel. El 7 de marzo de 2008 participó en un concurso de talentos contra Michelle McCool, Victoria, Eve Torres y Cherry, sin embargo fue la primera eliminada. Tras esto, empezó a ser la valet de Deuce 'n Domino, sustituyendo a Cherry y comenzando un feudo con ella. Su debut televisivo fue el 16 de mayo luchando contra Cherry, donde salió derrotada. Sin embargo, ganó una revancha semanas después. Durante las semanas posteriores, formó equipo con Victoria y Natalya para enfrentarse a Maria, Michelle McCool y Cherry. En uno de dichos combates, sufrió una lesión en su nariz, la cual se agravó en un combate posterior.
En Unforgiven, perdió una oportunidad de ganar el Campeonato de Divas de la WWE frente a Michelle McCool. Fue derrotada nuevamente por McCool en la edición del 19 de septiembre de SmackDown!, con el título en juego otra vez. Posterior a esto, Maryse no participó de los programas de SmackDown! por casi un mes. Maryse regresó en Survivor Series, donde eliminó a Mickie James, Kelly Kelly y Candice Michelle antes de ser eliminada por Beth Phoenix. Participó también en un combate en parejas en Armageddon formando equipo con Natalya, Victoria y Jillian donde no salió victoriosa contra Michelle McCool, Mickie James, Kelly Kelly y Maria. Finalmente, tras derrotar a Maria, obtuvo una nueva oportunidad por el Campeonato de Divas de la WWE, la cual se hizo efectiva en las grabaciones de SmackDown! del 22 de diciembre de 2008, donde se coronó campeona tras aplicarle su French TKO a Michelle McCool.

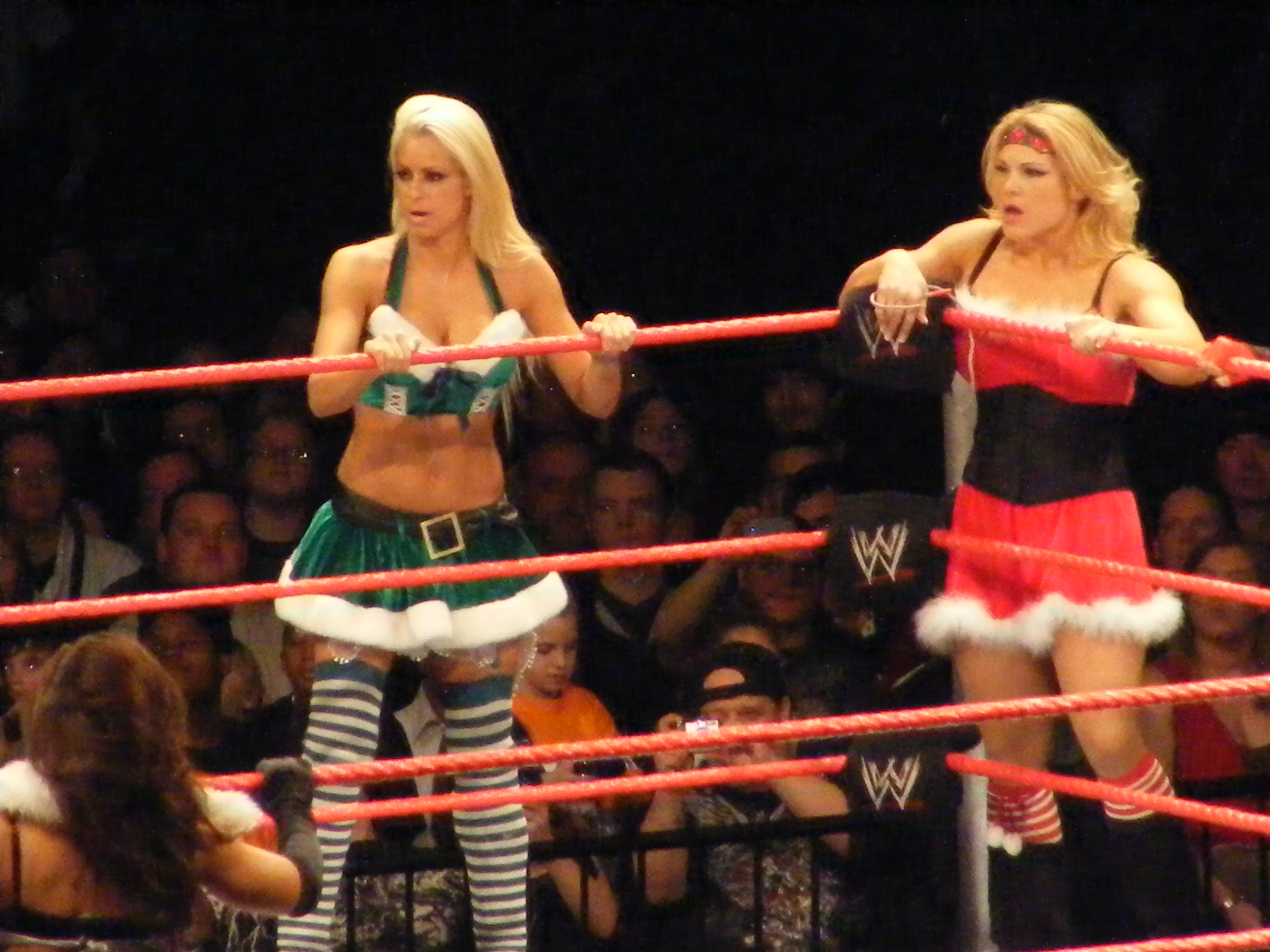
Maryse junto a Beth Phoenix en un Santa's Little Helper Match, el 30 de diciembre de 2009.

El 27 de marzo retuvo su título ante Michelle McCool haciendo su regreso a la WWE Gail Kim, manteniendo con esta un pequeño feudo que llegó hasta una pelea por el campeonato la cual ganó Maryse al aplicar su French Kiss. En WrestleMania XXV participó en la Divas Miss WrestleMania Battle Royal, siendo Santina Marella la ganadora. En la edición de Raw del 19 de abril, Maryse fue cambiada desde Smackdown hacia Raw como parte del Draft 2009, haciendo en el proceso, el Campeonato de las Divas exclusivo de Raw. Hizo su debut oficial en abril 27, haciendo equipo con Beth Phoenix, Rosa Mendes y Jillian Hall, siendo derrotadas por Mickie James, Santina Marella, Brie Bella y Kelly Kelly. En su nueva marca retuvo su título 2 veces ante Kelly Kelly la primera vez por trampa y la segunda por pin. Luego inició un feudo con la nueva contendiente por el título de las divas Mickie James a la que le roció gas pimienta en una entrevista. En el evento Night of Champions, Maryse perdió el campeonato ante James. Después de esto, Maryse se sometió a una operación de rodilla debido a una lesión pasada. Hizo su regreso en RAW el 23 de noviembre, atacando a la Campeona de Divas Melina en el Día de Acción de Gracias estando disfrazada de pavo, revelando su admiración y obsesión por el Campeonato de las Divas de la WWE, ya que no permitía que otra diva tuviera "su título".

#### 2010-2011

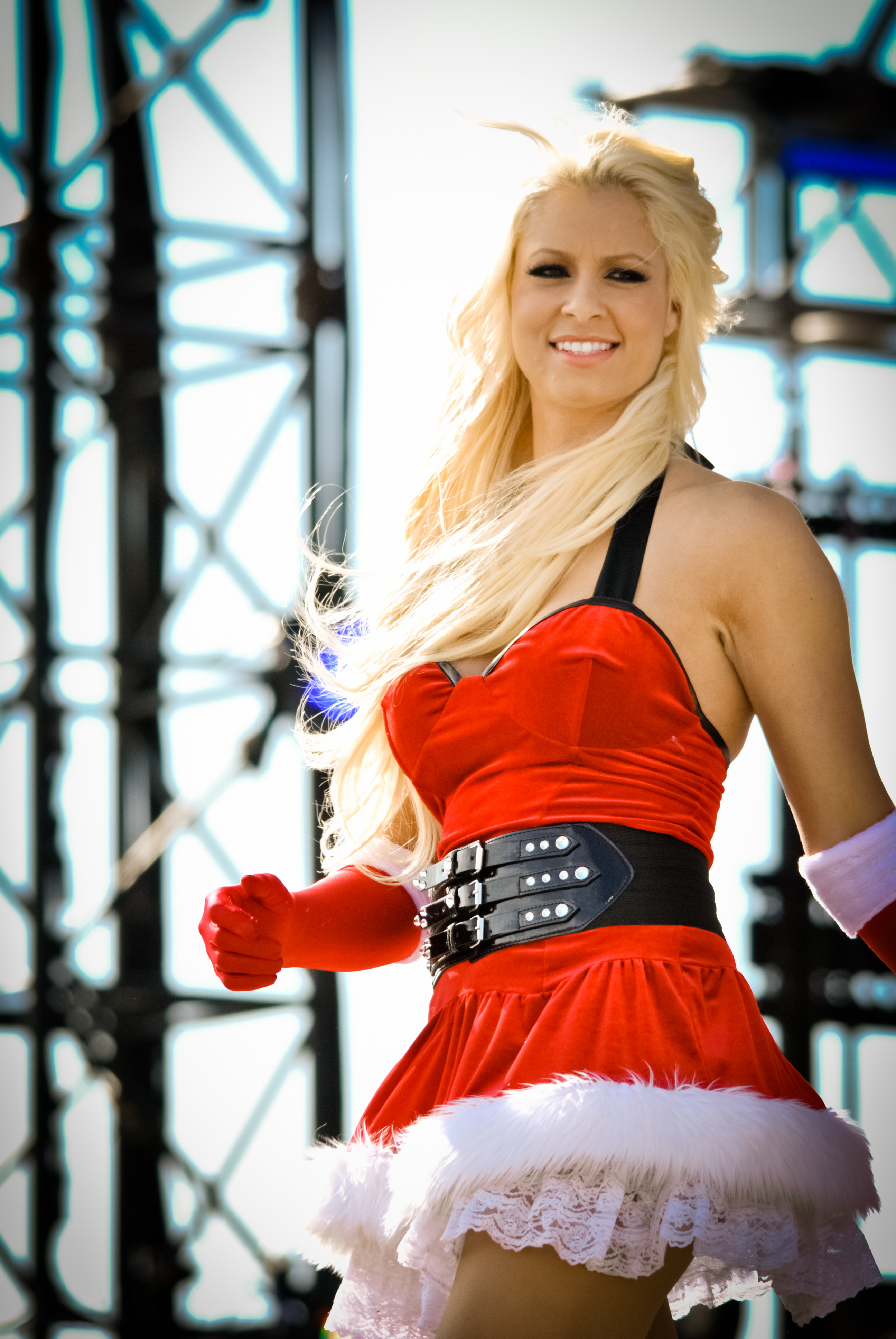
Maryse en el Tribute to the Troops del 2010.

Tras esto, participó en un torneo para coronar a la nueva Campeona de Divas de la WWE. El 4 de enero en Raw derrotó a Brie Bella en los cuartos de final y el 25 de enero en Raw derrotó a Eve Torres en la semifinal. En Royal Rumble fue derrotada junto con Alicia Fox, Jillian, Natalya y Katie Lea Burchill por Gail Kim, The Bella Twins, Kelly Kelly y Eve Torres. En Elimaniton Chamber se iba a enfrentar a Gail Kim por el Campeonato de Divas de la WWE pero Vickie Guerrero cambió la lucha en tag team match.En el evento fue derrota junto con Gail Kim por Michelle McCool y Layla sin participar nada en la lucha. Después atacó a Gail Kim aplicándole un French Kiss. El 22 de febrero en Raw derrotó a Gail Kim ganando el WWE Divas Championship Tournament y por segunda vez el Campeonato de las Divas. Maryse participó en Wrestlemania XXVI haciendo equipo con LayCool, Vickie Guerrero y Alicia Fox derrotando a Beth Phoenix, Mickie James, Eve Torres, Gail Kim y Kelly Kelly. El 12 de abril en Raw fue derrotada por Eve Torres perdiendo su campeonato. Tuvo su revancha en Over the Limit, donde no logró recuperarlo. El 7 de junio ganó una Battle Royal, consiguiendo otra oportunidad por el título en Fatal 4-Way ante Eve Torres, Gail Kim y Alicia Fox.  En el evento fue derrotada, siendo Fox la ganadora del combate. Después reemplazó a Virgil el 21 de junio del 2010 como la asistente personal de Ted DiBiase, empezando un feudo con John Morrison cuando el 11 de julio en Raw fue atacada verbalmente por Morrison. En Money in the Bank interfirió en la lucha de Raw, intentando coger el maletín, pero fue expulsada del ring por Morrison, convirtiéndola en la primera mujer en participar en un Money in the Bank. El 27 de septiembre en Raw, participó en un battle royal por se la retadora al Campeonato de las Divas, pero fue eliminada por Eve Torres. Tras esto, junto a DiBiase, tuvieron feudos en contra de Eve Torres y R-Truth, y más tarde contra Aksana y Goldust. En Bragging Rights acopaño a Ted DiBiase a su lucha contra Goldust en donde atacó a Aksana. El 13 de diciembre en la gala de los Slammy Awards participó en un battle royal para nombrar a la Diva del año, siendo la ganadora Michelle McCool. A finales de diciembre, DiBiase y Maryse tuvieron un feudo con Santino Marella y Tamina. 
El 31 de enero en Raw, Maryse le dio una bofetada a DiBiase después de que la usara como escudo contra Jerry Lawler. Al día siguiente, en NXT, Maryse distrajo a Ted DiBiase en su lucha contra Brodus Clay, causando que DiBiase perdiera el encuentro y acabando con su relación. El 14 de febrero de 2011, besó a Yoshi Tatsu en lugar de Ted en la Kiss Cam de The Great Khali. El 28 de febrero en Raw participó en un battle royal por ser la contendiento #1 al Campeonato de las Divas, pero fue eliminada por Gail Kim. Durante los siguientes meses estuvo apareciendo como la anfitriona de NXT, en donde Yoshi Tatsu y Lucky Cannon se peleaban por ella. El 2 de mayo en Raw fue derrotada por Kelly Kelly, tras la lucha fue atacada por la brutal Kharma con un Implant Buster. Poco después comenzaría una amistad con Melina, teniendo varios combates en pareja contra Gail Kim, Eve Torres o Kelly Kelly en los programas de Superstars y Raw. Tuvo su última aparición el 26 de julio en NXT en un segmento donde se burlaba de la relación entre AJ Lee y Hornswoggle. El 1 de agosto anunció que estaría inactiva un tiempo por una lesión abdominal. Finalmente, el día 28 de octubre de 2011 fue despedida de la empresa.

### Family Wrestling Entertainment (2012)
El 9 de junio se dio a conocer que Maryse habría firmado contrato con Family Wrestling Entertainment. El 5 de septiembre hizo su primera aparición en la empresa siendo comentarista. Comenzó comentando las luchas femeninas y posteriormente apareció comentando durante todo el show.

### Regreso a WWE

#### 2016-2017

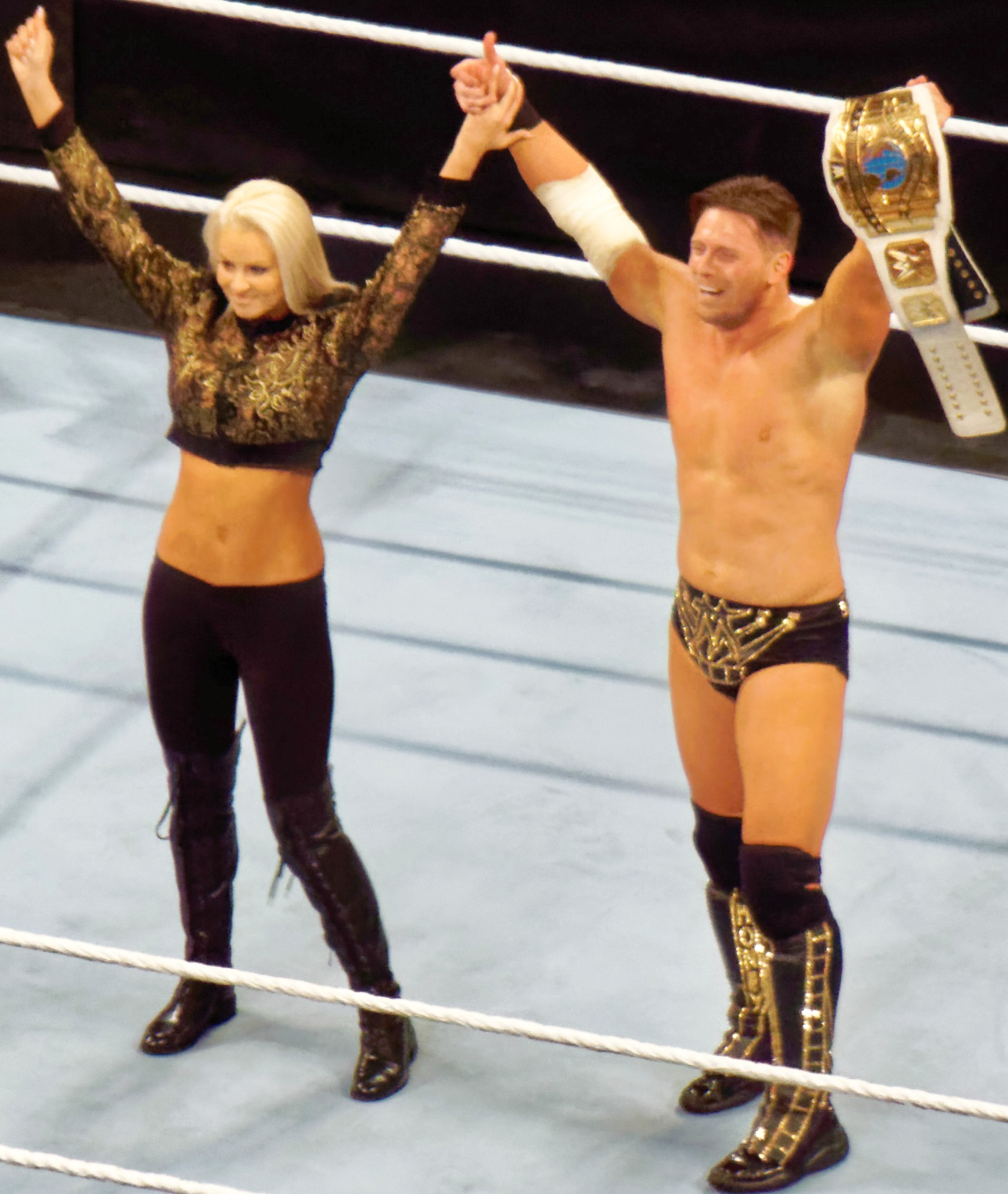
Miz y Maryse en abril de 2016.

El 4 de abril en Raw, Maryse hizo su regreso a WWE durante un combate por el Campeonato Intercontinental, entre el campeón Zack Ryder y su esposo, The Miz. Durante el combate, Maryse abofeteó al padre de Ryder, quien estaba en la primera fila, con el fin de distraer a Ryder y permitió a Miz a capturar el título por quinta vez y estableciéndose como heel. En Smackdown del 7 de abril acompañó a The Miz en la revancha por el Campeonato Intercontinental donde logró distraer al árbitro provocando que Miz le pícara los ojos a Ryder y le aplicará su finisher para así retener el Campeonato. En el evento Payback acompañó a su esposo The Miz en su defensa por el Campeonato Intercontinental antes Cesaro del cual salió victorioso. 
El 19 de julio en SmackDown, fue enviada a SmackDown junto con The Miz como parte del Draft. El 15 de noviembre, en el 900.º episodio de SmackDown, Maryse junto con Spirit Squad ayudó a Miz a ganar su sexto Campeonato Intercontinental en contra de Dolph Ziggler. Tras esto continuó acompañando a The Miz a sus combates, incluyendo en Survivor Series y TLC.
El 3 de enero del 2017 en Smackdown, Maryse abofeteo a Renee Young en defensa de su marido The Miz, a quien Young había abofeteado recientemente. En Elimination Chamber fue atacada accidentalmente por Nikki Bella en el backstage. El 21 de febrero volvió a ser golpeada por Nikki durante su combate contra Natalya, por lo que durante el combate Maryse atacó a Nikki con una barra de acero, dándole la victoria a Natalya. En el siguiente episodio, John Cena fue invitado en Miz TV, en donde Maryse abofeteó a Cena por insultar a su esposo. Nikki entonces salió y persiguió a Maryse y Miz se retiró con ella. En el episodio del 7 de marzo, después de que Cena y Nikki derrotaran a James Ellsworth y Carmella, les atacaron a ambos mientras los dos se besaban en el ring. El 14 de marzo, Miz tuvo una edición especial de Miz TV, ahí continuaron sus insultos contra Cena y Nikki, en donde Nikki desafió Maryse a una lucha, cuando el gerente general de SmackDown Live, Daniel Bryan, salió y dijo que tanto The Miz como Maryse se enfrentarían a Cena y a Nikki en WrestleMania.
Tras este empezó junto a The Miz a parodiar la relación de Cena y Nikki en Total Bellas. Después de casi 6 años hizo su regreso al ring en Wrestlemania 33  junto a su pareja The Miz perdiendo frente a John Cena y Nikki Bella. En el primer evento de Smackdown, después del magno evento siguieron con la parodia de la pareja, pero a partir de entonces su feudo terminó. El 10 de abril, The Miz y Maryse fueron enviados a Raw. El 4 de junio en Extreme Rules, estuvo presente en la esquina de The Miz cuando este ganó el Campeonato Intercontinental ante Dean Ambrose. A finales de junio, la pareja tuvo varios roces provocados por Dean Ambrose, pero ambos terminaron reconciliándose. El 11 de septiembre en Raw, Maryse anunció que estaba embarazada y que estaría ausente de televisión durante un tiempo. En Survivor Series hizo una aparición apoyando a The Miz en su lucha contra Baron Corbin.

#### 2018-2019
El 22 de enero del 2018 apareció en el 20 Aniversario de Raw junto a antiguas rivales como Michelle McCool, Maria, The Bella Twins y Kelly Kelly, siendo presentada como una de las mejores féminas que han estado en dicho programa durante todos esos años. Más tarde, empezó a hacer videos promocionales en el backstage apoyando a The Miz y Asuka para que ganasen el Mixed Match Challenge. Maryse fue enviada a SmackDown como parte del Superstar Shake-Up junto a The Miz a mediados de abril de 2018, sin embargo no apareció en el programa hasta verano. El 24 de julio regreso a SmackDown en un segmento junto a The Miz. En SummerSlam intervino en el combate entre The Miz y Daniel Bryan. Debido a esto comenzaron un feudo con Daniel Bryan y Brie Bella, esto la llevaría junto a Miz a enfrentarlos en Hell in a Cell, en una lucha de relevos mixtos. El 11 de septiembre en SmackDown Live!, Maryse tuvo su primera lucha individual después de 7 años contra Brie en el evento central de la noche, sin embargo The Miz atacó a Brie quedando en descalificación. Finalmente en Hell in a Cell, Maryse y The Miz derrotaron a Daniel Bryan y Brie Bella. Después de esto dejó de aparecer en televisión.
El 17 de febrero del 2019 en Elimination Chamber, anunció que ella y The Miz estaban esperando a su segundo hijo. El 13 de diciembre, durante SmackDown, se vio envuelta en el pleito entre The Miz y Bray Wyatt, en donde este último invadió su casa y asustó a su hija Monroe.

#### 2021-presente
El 12 de abril de 2021 hizo su regreso a Raw como invitada de Miz TV, presentado por su marido The Miz y John Morrison. Durante las siguientes semanas, estuvo acompañando a The Miz en sus luchas contra Damien Priest. El 13 de diciembre en Raw abofeteo a The Miz después de usarla como escudo contra Edge. Sin embargo, solo fue una táctica para distraar a este último. El 27 de diciembre en Raw, The Miz y Maryse renovaron sus votos, pero dicha ceremonia fue interrumpida y arruinada por Edge, quien les lleno de líquido negro.   
El 1 de enero de 2022 en Day 1 acompañó a The Miz en su lucha contra Edge, provocando distracciones hasta que fue detenida por Beth Phoenix.

## Otros medios
En abril del 2007, Ouellet apareció junto a las WWE Divas Ashley, Torrie Wilson, Brooke Adams, Layla y Kelly Kelly en el video musical "Throw It On Me", de Timbaland con The Hives. Ouellet también apareció en la revista Muscle & Fitness en la edición de enero de 2009, junto con Eve Torres y Michelle McCool. También hizo una aparición especial en el programa Redemption Song, que fue conducido por Chris Jericho, junto con Candice Michelle, Mickie James, y Eve Torres. Ella también ha aparecido en varias entrevistas de prensa, incluyendo Tokyo Headline. Estuvo en la portada de Sesiones Magazine en octubre de 2010.
Maryse ha hecho apariciones en algunas entregas de videojuegos de WWE en las que se encuentran :
| Año  | Juego                     | Notas                                        | Marca           |
| ---- | ------------------------- | -------------------------------------------- | --------------- |
| 2009 | WWE SmackDown vs Raw 2010 | Debut - como Diva's Champion predeterminada. | RAW             |
| 2010 | WWE SmackDown vs Raw 2011 |                                              | RAW             |
| 2011 | WWE '12                   |                                              | RAW             |
| 2017 | WWE 2K18 y WWE SuperCard  |                                              | RAW             |
| 2018 | WWE 2K19                  |                                              | SmackDown Live! |
| 2019 | WWE 2K20                  |                                              | SmackDown Live! |
| 2022 | WWE 2K22                  |                                              | RAW             |
| 2023 | WWE 2K23                  |                                              | RAW             |
| 2024 | WWE 2K24                  |                                              | RAW             |

## Filmografía

### Cine
| Año  | Título                                 | Papel            |
| 1994 | October                                | Pouilleuse       |
| 2015 | Sharknado 3 Oh Hell No!                | Oficial Davis    |
| 2015 | Karla                                  | Sídney           |
| 2015 | Santa's Little Helper                  | Melody           |
| 2016 | Enter the Fist and the Golden Fleecing | Macy Does        |
| 2016 | Delilah                                | Amy Lannigan     |
| 2016 | Isle of the Dead                       | Mikaela Usylvich |
| 2017 | The Marine 5: Battleground             | Ana              |

### Televisión
| Año             | Título          | Papel           | notas                                 |
| 2008            | Redemption Song | Ella misma      | Aparición especial                    |
| 2010            | Musée Eden      | Mujer religiosa | 1 episodio                            |
| 2011            | Trauma          | Femme de Lemire | 1 episodio                            |
| 2012            | Unité 9         | Enfermera Yvon  | 2 episodios                           |
| 2015            | WAGS            | Ella misma      | 2 episodios                           |
| 2016 - 2017     | Total Divas     | Ella misma      | Protagonista - (Temporada 6 y 7)      |
| 2018 - presente | Miz & Mrs.      | Ella misma      | Protagonista (Temporada 1 - presente) |

### Web
| Año  | Título          | Papel      | notas      |
| 2014 | Wrestle Talk TV | Ella misma |            |
| 2015 | Tweet Out       | Ella misma |            |
| 2015 | Swerved         | Ella misma | 1 episodio |

## Vida personal
Maryse nació en Montreal, pero se crio en Nueva Brunswick. En la escuela secundaria, Maryse era la única niña de su clase. También comenzó a desarrollar una gama de productos de maquillaje. En su muñeca izquierda tiene tatuado, Guy, el nombre de su difunto padre. Maryse define a Lita como su inspiración para convertirse en una Diva. Su mejor amiga fuera de la WWE, es Kelly Kelly. También es amiga de Nia Jax y Alexa Bliss, algo de esto se vio en Total Divas
Maryse es una hablante nativa del francés, hablando también inglés, adquiriendo gran fluidez en él después de dos años. También es capaz de leer en español, aunque no puede hablarlo. Maryse es cinturón negro en artes marciales y tiene una licenciatura en Administración de Empresas. 
Después de su despido de la WWE, Maryse abrió su nueva colección de ropa y joyas llamada House of Maryse. Desde 2013, trabaja como agente de bienes raíces en Los Ángeles, California.
A principios de 2013 dio a conocer vía Twitter, que se había comprometido en matrimonio con Mike Mizanin, conocido como The Miz. En febrero de 2014, Maryse se casó con él, luego de casi un año de compromiso. Actualmente ambos residen en Los Ángeles, California.
El 11 de septiembre de 2017 en Monday Night RAW, ella y su esposo dieron a conocer que estaban esperando su primer hijo. La niña, llamada Monroe Sky Mizanin, nació el 27 de marzo de 2018, mediante cesárea. El 17 de febrero de 2019 en Elimination Chamber, la pareja anunció su segundo embarazo. Su segunda hija, Madison Jade Mizanin, nació el 20 de septiembre de 2019, también mediante una cesárea.

## Campeonatos y logros
- WWE
  - WWE Divas Championship (2 veces)[24][12]

- Pro Wrestling Illustrated
  - Situada en el N.º 9 en los PWI Female 50 de 2009[42]
  - Situada en el N.º 10 en los PWI Female 50 de 2010[43]
  - Situada en el N.º 28 en los PWI Female 50 de 2011[44]